# 休·弗莱彻
休·弗莱彻(Hugh Fletcher，1947-  )，奥克兰大学现任校长。
与国王学院毕业之后，他于1974年获得了奥克兰大学科学学士学位和荣誉商业硕士学位，并从斯坦福大学获得了工商管理学硕士学位（MBA）。
休·弗莱彻在其祖父老詹姆士·弗莱彻爵士（Sir James Fletcher Sr）和他父亲小詹姆士·弗莱彻爵士（Sir James Fletcher Jr）的影响下进入纽西兰工商界并有杰出的表现。
他的夫人Dame Sian Elias同时也是紐西蘭的首席大法官。他的哥哥Augus Fletcher也是前奥克兰市长和政府部长凯瑟琳·弗莱彻的丈夫。
同时休·弗莱彻也同时担任紐西蘭 the Trilateral Commission的委员。